# Harder to Breathe
Harder to Breathe este un cântec semnat de formația pop-rock Maroon 5; piesa figurează ca prima pe albumul de debut al formației, Songs about Jane (2002), dar reprezintă și primul extras pe single lansat de pe acest album.

## Compunerea piesei
Potrivit unui interviu, cântecul descrie sentimentul de frustrare pe care l-au trăit membrii formației atunci când reprezentanții casei de discuri insistau să scrie sau să compună noi melodii. Toate acestea, deși formația avea destule cântece pentru noul material discografic.
Piesa a fost compusă de cântărețul și chitaristul Adam Levine.

## Videoclip
Videoclipul piesei Harder to Breathe este concentrat în jurul unei camere în care membrii formației cântă. Montajul (succesiunea cadrelor) este rapid și surprinde diverse obiecte precum: un joc de tras la țintă, discuri și fotografii. Spre finalul clipului, Adam este văzut îndreptându-se spre un coridor, purtând o chitară. Se oprește cu fața foarte aproape de un zid.

## Extas pe single. Clasamente
Piesa Harder to Breathe este prima propusă pentru promovarea albumului Songs about Jane. La finele anului 2003 devine extrasul pe single cel mai de succes.
Performanțele piesei în clasamente sunt modeste, doar în Polonia atinge locul 2.